# Lofofor

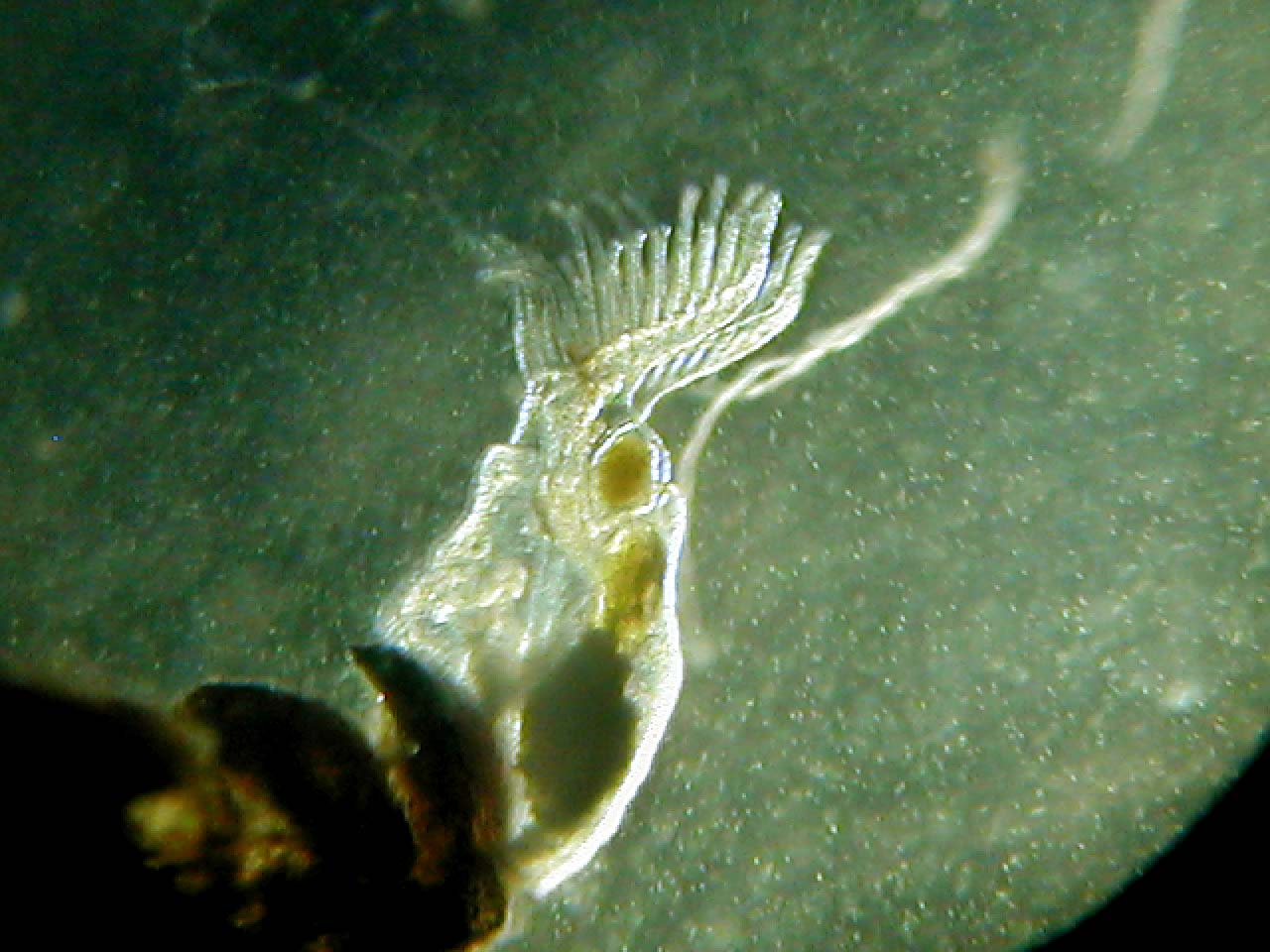
Ett mossdjur som lever i sötvatten.

En lofofor är ett organ för intagande av föda. Det består av en cirkulär eller hästskoformad inbuktning i kroppsväggen, som bär en krans av cilier. Funktionssättet är att filtrera ut näringsämnen från det omgivande vattnet. 
De djur som har lofoforer tillhör alla något av fylana hästskomaskar, mossdjur och armfotingar. Djur som har lofoforer kan också kallas lofoforater. Men detta är alltså inte en taxonomisk grupp även om den tidigare har varit det.  